# „Miért én éltem, az már dúlva van”
A „Miért én éltem, az már dúlva van” – Vörösmarty-tanulmányok Szilágyi Márton irodalomtörténész 2021 augusztusában a Kalligram Könyvkiadónál megjelent könyve, Vörösmarty Mihály pályájával és műveivel  foglalkozó tanulmánykötete.
„Jelen kötet nem kíván fellépni az egész életmű feldolgozásának igényével: saját igényeim és műfaji ideáljaim szerint tehát nem monografikus igényű vállalkozás. Csak az irodalmi életművel, annak is csak egy részével foglalkozik…” – hangsúlyozza bevezetésében a szerző –, de azért a tanulmányok sorozatával a pálya egészére kiterjedő ív megrajzolására is törekedett. (34.)
A könyv címéül választott idézet Vörösmarty [Setét eszmék borítják...] kezdetű verséből való. 

## Tartalom
BEVEZETÉS
- Egy új Vörösmarty-könyv alapvonalai és segédegyenesei
- Vázlat Vörösmarty társadalmi státuszának alakulásáról

MŰVEK ÉS PROBLÉMÁK 
- Zalán futása
- Délsziget
- A Rom
- A két szomszédvár
- Csongor és Tünde
- Vörösmarty egyéb színművei
- Vörösmarty és az V. Ferdinánd koronázására írott vers
- Szép Ilonka
- Szózat
- Vörösmarty politikai költészete
- Örök zsidó
- Vallás és mentalitás: Vörösmarty antropológiája
- A Görgei-ellenes vers és szellemi környezete

BEFEJEZÉS
- Vörösmarty temetése mint nemzeti ügy.

## Ismertetése
Bevezetés
A Bevezetés két fejezetből áll. Az elsőben a szerző vázolja a Vörösmarty-szakirodalom helyzetét, az életmű kritikai kiadásának hiányosságait és sürgeti a költőről kialakított kép részleges újragondolását. Az életmű kritikai kiadása, melynek munkálatai már 1960-ban elkezdődtek, még mindig befejezetlen. Fontos, hogy jó minőségben elkészült 18 kötet (az utolsó kötet közel húsz éve jelent meg), de hiányzik a beígért 19-dik, és a meglévőkhöz nem készült névmutató, ami megnehezíti használatukat.
A második fejezet Vörösmarty családi hátterének és életútjának vázlatos áttekintése „az író státuszváltozásainak a középpontba állításával”. Ez többek között azt is jelenti, hogy a fejezet nem tér ki „a Perczel Etelkához kötődő állítólagos szerelem” kérdésére. (29.)
Művek és problémák
„Számomra azonban most az volt az igazi kihívás, hogy műelemzőként hogyan tudok hozzányúlni a Vörösmarty-szövegekhez, ezért inkább műközpontú (illetve néha problémaközpontú) fejezetekben gondolkodtam.” – mondta egy interjúban Szilágyi Márton. A Művek és problémák alcím alatti tanulmányok többségét a „műközpontú fejezetek” alkotják. 
E tanulmányok jelentős része, köztük a Szózatról és a négy eposzról szóló munka korábban folyóiratban is megjelent és online elérhető. A könyv nem tünteti fel az egyes tanulmányok keletkezési idejét. A legrégebbi közülük a Szép Ilonkát elemző szöveg, mely az Élet és Irodalom 2000/51-52. számában, és A Romról szóló, mely az Irodalomtörténeti Közlemények 2001/5-6. füzetében jelent meg. A Csongor és Tünde elemzését 2011-ben az Irodalomismeret 4. száma közölte. A Szózatról szóló és a Vörösmarty temetéséről szóló tanulmány 2017-ben (reciti és Századok/3. szám), A két szomszédvárral és a Délszigettel foglalkozó 2019-ben (Alföld 10. szám és Irodalomtörténet 2. szám), a Zalán futásáról szóló munka a Kalligram folyóirat 2021. áprilisi számában olvasható. Ezek a fejezetek tehát Vörösmarty viszonylag ismertebb műveiről szólnak.
A lírai költemények közül csak kettőnek van önálló fejezete, mindkettő – mondhatni – alkalmi vers. Az egyik Vörösmartynak V. Ferdinánd 1830-as koronázására írott verse, – itt Szilágyi Márton elhatárolódik Babits Mihály sommás értékelésétől (1911-ben), mely szerint a vers költője „lojális és opportunista” (168.). A másik ilyen fejezet A Görgei-ellenes vers és szellemi környezete. Az Átok címen ismert vers – a cím nem Vörösmartytól származik – utolsó három versszaka „egy igencsak kidolgozott átokformula.” Az emberek című verssel azonos helyen és időpontban: 1849. október 10-én Gebén (ma: Nyírkáta) keletkezett; akkor és ott kaphatta meg Vörösmarty az október 6-i kivégzések hírét. (275.) Valószínűleg nem a nyilvánosságnak szánta a verset, mely egyébként nyomtatásban teljes terjedelemben csak 1925-ben jelent meg először. (278.)
A Vörösmarty egyéb színművei című fejezet a kötetben a Csongor és Tünde elemzése után következik (ezt jelzi a fejezetcímben az „egyéb” szó) és az 1832-vel kezdődő alkotói korszak drámáit tekinti át, legnagyobb terjedelemben talán A’ bujdosókat. „A’ bujdosók egy olyan, irányt vesztett, megromlott és instabillá váló világról tudósít, amelynek a romlása valami megmagyarázhatatlan módon, már a cselekvény előtt bekövetkezett, s amelyben a dráma szereplőinek mégis boldogulnia kellene.” (142.) Egy másik érdekes megállapítás erről a műről: „Vörösmarty következetesen leépíti a drámaszerkezetben benne lévő közhelyes megoldást” – ugyanis nem két nagy egyéniség konfliktusát akarta bemutatni, hanem „a hangsúlyt egy kísérteties világállapot ábrázolására helyezte. (145.)” 
Az önálló fejezetben ismertetett Örök zsidó nem egy kész mű, hanem csak két cselekményvázlatból és néhány sornyi verses töredékből álló „furcsa egység”. (241.)
Szilágyi Márton az interjúban két „problémaközpontú” fejezetet jelölt meg: „a politikai költészetről és a valláshoz való viszonyról szóló fejtegetés”-t. A Vörösmarty politikai költészetéről írt tanulmány az Élet és Irodalom hasábjain 2011–2012-ben kibontakozott sajtóvitából indul ki. Már a költő korai verseiben is néha fellelhető rejtett politikai tartalom, de inkább a későbbiekben jelentkezik, például A’ hontalan (1835), az Elhagyott anya (1837), Az élő szobor (1841) című versekben (a lengyel szabadságharccal való szolidaritás témája). A Fóti dal (1842) „egy bordal műfaji kereteit felhasználó politikai vers.” (209.) A kevéssé ismert Szabad föld című vershez kapcsolódva – a fejezeten belül – egy hosszabb esettanulmány (214–225.) mutatja be az 1840-es évek költészetének a politikai élettel való összefüggését. 
A költő nagy, – a Szózaton kívül legismertebb – költeményei: a Gondolatok a könyvtárban, Az emberek, Előszó, A vén cigány nem önálló tanulmányokban, hanem a Vallás és mentalitás: Vörösmarty antropológiája című fejezetben, tehát csak egy konkrét kérdéskör vizsgálatának részeként (254–268.) vannak jelen a kötetben.  
Befejezés
A Befejezés egyetlen fejezetében Vörösmarty temetésének részleteiről is olvashatunk. Ismeretes, hogy a temetésen nem hangozhattak el hivatalos ünnepi beszédek. Bár az osztrák hatóság a Vörösmarty-árvák megsegítésére tervezett országos gyűjtés meghirdetését sem engedélyezte, a nem hivatalos magánjellegű adakozásból így is 130 ezer forintnyi vagyon gyűlt össze.

## Fogadtatása
A kötetet 2021. október 12-én mutatták be az ELTE Bölcsészkar Dékáni Tanácstermében. A könyv fogadtatásának – ahogy a szakkönyveknek általában – alig vannak nyomai az online világban. A szerzővel készített interjúhoz is kapcsolódik a Korunkban megjelent rövid méltatás. A „Miért én éltem, az már dúlva van” „egészen kiváló kötet, mely egy keretes szerkezetben beszél Vörösmarty sűrűn elemzett műveiről… bár gyakran emlegették őket, rég nem gyűjtötték össze és próbálták egy pontba tömöríteni a különbözõ értelmezéseket.”